# Mistrovství Evropy ve veslování 2021
Mistrovství Evropy veslování 2021 se konalo v Varese, Itálii od 9. dubna do 11. dubna 2021. 

## Souhrn medaile

### Muži
| Disciplína                     | Zlato | Čas     | Stříbro | Čas     | Bronz | Čas     |
| Skif M1x                       | Německo Oliver Zeidler | 6:48,86 | Dánsko Sverri Sandberg Nielsen | 6:49,97 | Polsko Natan Węgrzycki-Szymczyk | 6:51,85 |
| Dvojka bez kormidelníka M2-    | Chorvatsko Martin Sinković Valent Sinković | 6:23,37 | Itálie Matteo Lodo Giuseppe Vicino | 6:24,72 | Srbsko Martin Mačković Miloš Vasić | 6:25,58 |
| Dvojskif M2x                   | Francie Hugo Boucheron Matthieu Androdias | 6:12,41 | Nizozemsko Melvin Twellaar Stef Broenink | 6:14,66 | Spojené království John Collins Graeme Thomas                                                                                                   | 6:14,77 |
| Čtyřka bez kormidelníka M4-    | Spojené království Oliver Cook Matthew Rossiter Rory Gibbs Sholto Carnegie                                                                            | 5:56,49 | Rumunsko Mihăiță-Vasile Țigănescu Mugurel Vasile Semciuc Ștefan-Constantin Berariu Cosmin Pascari                                                                              | 5:58,34 | Itálie Marco Di Costanzo Giovanni Abagnale Bruno Rosetti Matteo Castaldo                                                                        | 5:59,42 |
| Párová čtyřka M4x              | Nizozemsko Dirk Uittenbogaard Abe Wiersma Tone Wieten Koen Metsemakers                                                                                | 5:41,09 | Itálie Simone Venier Andrea Panizza Luca Rambaldi Giacomo Gentili | 5:42,56 | Estonsko Jüri-Mikk Udam Allar Raja Tõnu Endrekson Kaspar Taimsoo                                                                                | 5:45,44 |
| Osmiveslice M8+                | Spojené království Josh Bugajski Jacob Dawson Thomas George Mohamed Sbihi Charles Elwes Oliver Wynne-Griffith James Rudkin Thomas Ford Henry Fieldman | 5:30,86 | Rumunsko Alexandru Chioseaua Florin-Sorin Lehaci Constantin Radu Sergiu-Vasile Bejan Vlad Dragoș Aicoboae Constantin Adam Florin Arteni-Fintinariu Ciprian Huc Adrian Munteanu | 5:31,42 | Nizozemsko Bjorn van den Ende Ruben Knab Jasper Tissen Simon van Dorp Maarten Hurkmans Bram Schwarz Mechiel Versluis Robert Lücken Eline Berger | 5:32,25 |
| Muži - lehké váhy              | |         | |         | |         |
| Skif lehkých vah LM1x          | Maďarsko Péter Galambos | 7:01,52 | Itálie Gabriel Soares | 7:03,63 | Polsko Artur Mikołajczewski | 7:03,83 |
| Dvojskif lehkých vah LM2x      | Irsko Fintan McCarthy Paul O’Donovan | 6:18,14 | Německo Jonathan Rommelmann Jason Osborne | 6:19,94 | Itálie Stefano Oppo Pietro Ruta | 6:21,05 |
| Párová čtyřka lehkých vah LM4x | Itálie Martino Goretti Antonio Vicino Patrick Rocek Niels Torre                                                                                       | 5:52,06 | Francie Benjamin David Baptiste Savaete Victor Marcelot Ferdinand Ludwig | 5:52,08 | Nizozemsko Koen Van Brussel Vincent Goris Lay de Jong Ward van Zeijl                                                                            | 6:01,62 |

### Ženy
| Disciplína                  | Zlato | Čas     | Stříbro | Čas     | Bronz | Čas     |
| Skif W1x                    | Rusko Hanna Prakhatsen | 7:29,76 | Spojené království Victoria Thornley | 7:36,17 | Švýcarsko Jeannine Gmelin | 7:37,10 |
| Dvojka bez kormidelníka W2- | Spojené království Polly Swann Helen Gloverová | 7:02,73 | Rumunsko Adriana Ailincai Iuliana Buhuș | 7:03,02 | Španělsko Aina Cid Virginia Díaz Rivas | 7:03,75 |
| Dvojskif W2x                | Rumunsko Nicoleta-Ancuța Bodnar Simona Geanina Radiș | 6:49,84 | Litva Donata Karalienė Milda Valčiukaitė | 6:53,33 | Spojené království Holly Nixon Saskia Budgett | 6:55,13 |
| Čtyřka bez kormidelníka W4- | Nizozemsko Elisabeth Hogerwerf Karolien Florijn Ymkje Clevering Veronique Meester                                                                                         | 6:27,51 | Irsko Aifric Keogh Eimear Lambe Fiona Murtagh Emily Hegarty | 6:27,96 | Spojené království Rowan McKellar Harriet Taylor Karen Bennett Rebecca Shorten                                                                                            | 6:31,27 |
| Párová čtyřka W4x           | Nizozemsko Laila Youssifou Inge Janssen Olivia van Rooijen Nicole Beukers                                                                                                 | 6:22,82 | Spojené království Mathilda Hodgkins-Byrne Hannah Scott Charlotte Hodgkins-Byrne Lucy Glover                                                                       | 6:23,24 | Německo Daniela Schultze Carlotta Nwajide Frieda Hämmerling Franziska Kampmann                                                                                            | 6:25,20 |
| Osmiveslice W8+             | Rumunsko Maria-Magdalena Rusu Viviana Iuliana Bejinariu Georgiana Dedu Maria Tivodariu Ioana Vrinceanu Amalia Bereș Mădălina Bereș Denisa Tîlvescu Daniela Druncea (Stf.) | 6:06,67 | Nizozemsko Elsbeth Beeres Nika Vos Dieuwertje den Besten Marloes Oldenburg Hermijntje Drenth Tinka Offereins Aletta Jorritsma Karien Robbers Dieuwke Fetter (Stf.) | 6:09,98 | Rusko Elena Daniliuk Elizaveta Kovina Ekaterina Sevostianova Anna Karpova Ekaterina Potapova Anastasia Tikhanova Olga Zaruba Elizaveta Kornienko Elizaveta Krylova (Stf.) | 6:14,40 |
| Ženy - lehké váhy           | |         | |         | |         |
| Skif lehkých vah LW1x       | Bělorusko Alena Furman | 7:41,81 | Rumunsko Gianina-Elena Beleagă | 7:45,80 | Francie Claire Bove | 7:48,79 |
| Dvojskif lehkých vah LW2x   | Itálie Valentina Rodiniová Federica Cesarini | 6:58,66 | Spojené království Emily Craig Imogen Grant | 6:59,56 | Nizozemsko Marieke Keijser Ilse Paulis | 7:01,13 |